# Hôtel de la Chancellerie d'Orléans
El Hôtel d'Argenson, conocido como la Chancellerie d'Orléans y anteriormente Hôtel d'Argenton, luego Hôtel de Voyer, es un mansión privada, que ya no existe en la actualidad. Estuvo ubicado, hasta su demolición en 1923, en el n ., rue des Bons-Enfants, en el distrito 1 de París, en la región de Île-de-France .
Fue construido cerca del Palais-Royal de 1704 a 1705, por el arquitecto Germain Boffrand, a pedido de Philippe d'Orléans, para su amante, la condesa de Argenton.
Durante un tiempo, fue la residencia del canciller del duque de Orleans, de 1723 a 1752, y, de 1752 a 1784, propiedad de Marc-René de Voyer de Paulmy d'Argenson que mandó realizar muchas obras de embellecimiento por el arquitecto Charles De Wailly .
Transformado en edificio de apartamentos por Marie-Louise Thénard, su última propietaria de 1866 a 1915, albergó en particular al relojero y joyero Gustave Sandoz, en las salas históricas de la planta baja.
En teoría protegida por monumentos históricos en 1914, a petición de Madame Thénard, sin embargo fue degradada y luego demolida en 1923, tras las ampliaciones de la vecina Banque de France.

## Historia
Levantado en el solar del Hôtel de la Roche-Guyon, en el perímetro inmediato del Palais-Royal, este hotel fue adquirido por Philippe d'Orléans, el futuro Regente, el 24 de julio de 1702, con su perchero ordinario, Silvain Gayant.

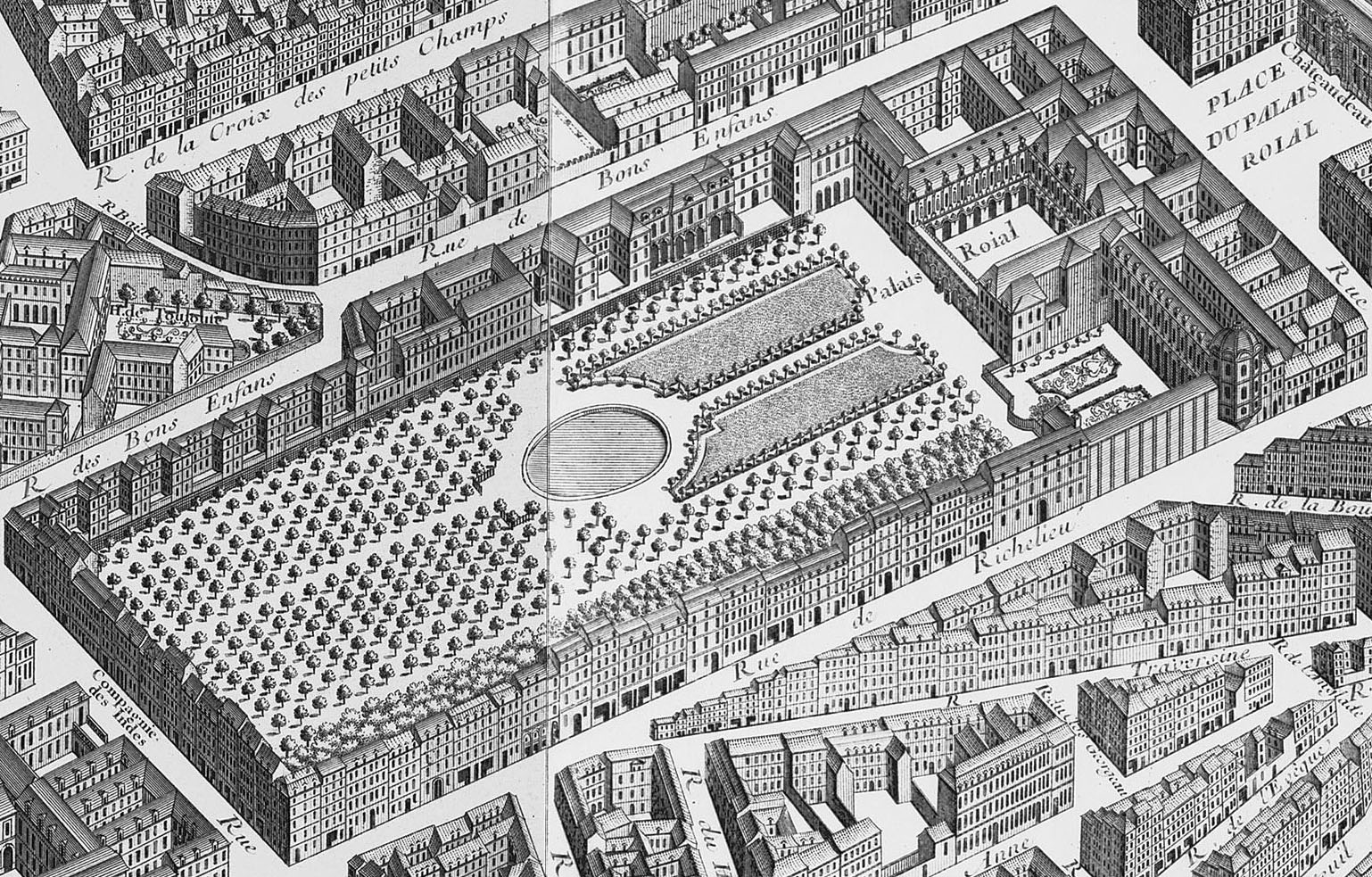
El hotel en el mapa de Turgot (arriba, centro).

En 1704-1705, hizo reconstruirlo por el arquitecto Germain Boffrand, para su amante Marie-Louise-Madeleine-Victoire Lebel de la Boissière de Séry, condesa de Argenton, quien recibió nuda propiedad en 1707 y lo ocupó hasta su caída en desgracia en 1710. Al año siguiente, fue vendido a Charlotte de Bautru de Nogent, viuda de Jean-Baptiste-Armand de Rohan, príncipe de Montauban.
Este último cedió su nuda propiedad al Regente, Philippe d'Orléans, el 17 de abril de 1720, reservándose el usufructo vitalicio hasta su muerte, cinco años después. A la muerte del regente en 1722, pasó a manos de su hijo, Louis d'Orléans. Este último concedió su usufructo en 1725 a su superintendente de finanzas y  amigo, Marc-Pierre de Voyer de Paulmy, conde de Argenson, quien también se convirtió en su canciller a partir de 1723. Por lo tanto, se convirtió en el Hôtel de la Chancellerie d'Orléans, función que mantuvo hasta 1752.
El 23 de junio de 1752, tras la muerte del duque de Orleans, su hijo Louis-Philippe cedió la nuda propiedad a Marc-René de Voyer de Paulmy d'Argenson, marqués de Voyer, hijo del conde d'Argenson, haciéndolo dueño completo del lugar.
Entre 1760 y 1772, este último hizo rediseñar gran parte por su amigo, el arquitecto Charles De Wailly. Siguió siendo propiedad de la familia de Voyer hasta 1784.
Después de convertirse en la cancillería de Orleans, fue compartimentada en apartamentos, oficinas y espacios de archivo. En 1793, el hotel fue comprado por un candidato de Philippe-égale, quien lo convirtió en un establecimiento de juego, luego en un restaurante y un salón de baile. En 1824 fue comprado por el fabricante de pianos Jean-Henri Pape, quien lo convirtió en una fábrica y lo elevó a tres niveles.
De 1846 a 1879 albergó las oficinas del periódico Le Constitutionnel, que fue sucedido hasta 1884 por el joyero Gustave Sandoz. En 1881, este último redacta su historia.
De 1897 a 1899, fue alquilado por la Unión Central de Artes Decorativas, de 1906 a 1916 por una empresa de linotipia. La decoración interior fue respetada por estos sucesivos inquilinos.
De 1866 a 1915, Marie-Louise Thénard, nuera del químico Louis Jacques Thénard, fue la última propietaria del edificio, del que obtuvo la clasificación de monumento histórico en 1914.

### Derribo
Sin embargo, tres años más tarde, la ciudad de París, siguiendo la idea del urbanista Eugène Hénard, declaró de utilidad pública la creación de un camino entre la Bolsa y la rue de Valois, que se bautiza, rue del Coronel Driant. Este carril está destinado, atravesando el jardín del Palais-Royal, para llegar a la Opéra Garnier, con el fin de aliviar el tráfico en el distrito y permitir la nueva extensión de la vecina Banco de Francia hacia el sur, que ha comenzado, a partir de 1913, la adquisición de varias casas y hoteles en la rue des Bons-Enfants y la rue de Valois.
Tras el escándalo suscitado, el prefecto del Sena obtiene del Banco de Francia, nueva propietaria del local, la promesa de desmontar los relieves y decoraciones y volverlos a montarlos en otro lugar de París. Mientras tanto, se almacenan en 102 cajas depositadas en un almacén que le pertenece en Asnières. Irónicamente, en este pueblo se encuentra el castillo del marqués de Voyer, construido por Jacques Hardouin-Mansart de Sagonne, su primer gran logro arquitectónico. El proyecto de reensamblaje ejecutado por el arquitecto del Banco, Alphonse Defrasse, fue interrumpido por la crisis de 1929 y luego por la Segunda Guerra Mundial.
En 1979, Monique Mosser y Daniel Rabreau expusieron el diseño del famoso jarrón y columna de pórfido con cariátides y cabezas de carnero en bronces dorados diseñado en 1762 por Charles De Wailly, arquitecto francés piranesiano y amigo suyo, el escultor Augustin Pajou para el vestíbulo del hotel que, junto con el comedor contiguo con mamparas desmontables, servía de galería. Este conjunto único, probablemente adquirido localmente en el siglo XIX. por el 4 marqués de Hertford, Richard Seymour-Conway, marcó el inicio de las transformaciones emprendidas por el marqués de Voyer en su hotel hasta alrededor de 1772, fecha de las últimas restauraciones documentadas.
El catálogo de la exposición sobre Charles De Wailly, 1979, reproduce dos vistas del hotel: una instantánea fotográfica de su fachada en el jardín antes de la destrucción que muestra un “ portal "con cuatro columnas correspondientes a la del patio fotografiada por Eugène Atget visibles debajo, y un dibujo del vestíbulo o pasaje abovedado de los cajones" Anticuado", nicho de estatua, sobrepuertas con bajorrelieves y equipado con cuatro terminales o "guardabarros dos de los cuales están unidos por una cadena,anotado en inglés por Chambers en 1774, aspecto que encontramos en esta otra fotografía de Atget, aparentemente tomada desde la corte.
También hay otros documentos y fotografías sobre el hotel y sus tesoros en el artículo de Guilhem Scherf sobre el hotel en el catálogo de su exposición sobre Pajou en el Louvre en 1997 y en los estudios de Anne Leclair, 2002 y Philippe Cachau, 2013.

### Hacia una rehabilitación tardía
Defensores del patrimonio como Jacques Dupont, inspector de monumentos históricos, o Michel Fleury, invocan el destino de estas decoraciones olvidadas por la ciudad de París y hacia 1980 varias soluciones para volver a montar, en el Museo Carnavalet - asilo para otros supervivientes de demoliciones siguiendo las operaciones viales parisinas del XIX XIX siglo - en los Archivos Nacionales, el Louvre o Saint-Cloud, se consideran pero sin seguimiento.
En 1997, una exposición relacionada con Pajou en el Louvre y en Nueva York permitió la presentación de fragmentos bien conservados de la decoración del salón, que luego quedaron almacenados en el Louvre.
Después de quince años de esfuerzos de Bertrand du Vignaud el World Monuments Fund, una fundación privada, firmó el 12 de julio de 2011 con el Ministerio de Cultura y la Banque de France un acuerdo para restaurar y reinstalar la decoración en el Hôtel de Rohan, edificio de los Archivos Nacionales que es contemporáneo a la Cancillería y presenta salas del mismo tamaño, orientadas al oeste con vistas a un jardín. Solo albergaban oficinas o estaban vacíos. El montaje de los decorados comenzó en el sitio en septiembre de 2018, y fueron inaugurados por Roselyne Bachelot, Ministra de Cultura, el 19 de octubre de 2021, antes de abrirse al público en una visita guiada el 5 de marzo de 2022. El 21 de abril de 2022, el Estado acepta la donación por parte de la Banque de France de los equipos.
No se localizan las piedras de las fachadas desmanteladas.

## Descripción
Célebre mecenas parisino y sin duda uno de los mayores mecenas de los artistas de su época en todas las categorías, arquitectura, pintura, escultura, mobiliario, orfebrería, etc., el marqués de Voyer quiso hacer de su hotel un modelo de nuevos gustos vigentes, conocidos como "neo-griego", manierismo y barroco.
Tras el vestíbulo y el gran comedor (1763-1764), se iniciaba sucesivamente el gran salón (1765-1769), remodelado en 1771, el pequeño comedor (1767-1769), transformado de nuevo en 1772 con la instalación de un nuevo techo de buen gusto llamado " Griego de Jean-Jacques Lagrenée, conocido como el Joven, sobre el tema de Hebe vertiendo néctar a Júpiter, que reemplaza al de Jean-Honoré Fragonard, que representa una nube de amorcillos, considerado obsoleto. Si algunos (Sophie Caron) pueden considerar que este techo no existió, el formato ovalado y el tema de la obra presentada en el Salón del Louvre en 1767, el mismo año del encargo del marqués de Voyer, atestiguan que ' fue bien ejecutado como recuerda la correspondencia con De Wailly en la colección D'Argenson en Poitiers y como lo menciona Anne Leclair en 2002.
Al mismo tiempo, de 1767 a 1770, se produce la transformación del dormitorio de la marquesa de Voyer, a la derecha de la sala de estar, en el que hubo que trabajar de nuevo en 1771-1772 en cuanto al dorado.
Al igual que el salón contiguo, esta sala es famosa por el techo realizado por Louis-Jacques Durameau, que representa La salida del sol, diseñado en estilo barroco -con medallones y arquitectura fingida alrededor del perímetro- del techo de la sala, pintado a partir de 1706. a 1709, del pintor Coypel, sobre el tema El triunfo del amor sobre los dioses.
Dispuesto de forma clásica entre el patio y el jardín, da al este a la rue des Bons-Enfants y se abre al oeste sobre el jardín del Palais-Royal, al que se accede por un porche desde el gran salón.
En 1764 el "nuevas chimeneas diseñadas por M. de Montalembert ", luego, para la sala y los dos comedores, un sistema diseñado por la estufa Bertolini consistente en conductos de aire caliente con válvulas en los tabiques, alimentados desde un hogar colocado en el sótano, pero su ineficiencia conduce a la instalación de tradicionales chimeneas en la década de 1770.
Además del jarrón sobre una columna del vestíbulo, Augustin Pajou, gran amigo de De Wailly, creó toda la escultura del hotel, tanto exterior como interior. En particular, creó las famosas sobrepuertas en estuco dorado sobre un fondo verde antiguo en la sala de estar, sobre el tema de " Cuatro elementos (conservada en el Museo del Louvre ) y las no menos famosas cariátides del pequeño comedor, desaparecidas en la década de 1780. Dos famosos conjuntos que son ilustrados por el arquitecto inglés William Chambers durante su estancia en París en 1774 en su célebre álbum parisino, Museo Británico.
Pierre Gouthiére, orfebre del rey, trabaja en los bronces de chimeneas, puertas y ventanas francesas ; en 1783, el orfebre Jean-Ange Loque fabricó para este hotel un candelabro de plata cincelada dotado de un mecanismo que permitía adaptar la altura del barrilete al número de comensales.
Contrariamente a la leyenda, el arquitecto del Rey, François-Joseph Bélanger, aunque conocido y protegido por el Marqués de Voyer, no trabaja en el hotel; se le confunde con su homónimo, Michel-Bruno Bellangé o Bellenger (1726-1793), pintor de ornamentos, autor de " adornos de un gabinete arabesco según los dibujos de De Wailly », a saber, los del tocador de la marquesa, ubicado detrás del dormitorio y decorado en 1769.
Asimismo, el pintor Charles Natoire, entonces director de la Academia Francesa en Roma, no pudo colaborar en la decoración del hotel. ; por otra parte, citemos al pintor de historia Gabriel Briard ya los pintores decorativos Guilliet y Deleuze, autores de las decoraciones pintadas del vestíbulo y del gran comedor, en particular.
Estas decoraciones de un nuevo gusto y un increíble esplendor hicieron famoso al hotel. Por lo tanto, pasa por uno de los mejores logros arquitectónicos del siglo XVIII en París. Los visitantes acuden en masa a este lugar de moda, como los duques de Orleans y Chartres que acudieron como vecinos para admirar, entre otras cosas, el efecto de los espejos del salón que, colocados uno frente al otro, se reflejan hasta el infinito, embellecidos con medias lunas. candelabros diseñados por De Wailly, siguiendo el ejemplo de lo que hizo en la misma época para la Ópera Real de Versalles. Deslumbrado a su vez, el conde Strogonov pidió disponer de él para " Conde Cheremetieff, Ministro de la Marina Rusa".
Además de los alzados que dan al patio y al jardín, el paso a través de la puerta cochera y la decoración interior, De Wailly también fue el diseñador del mobiliario de la sala de estar, como lo demuestran los bergères realizados por el carpintero de asientos Matthieu Bauve, adquirido en 2011 por el Archivo Nacional.
Además de las habitaciones anteriormente mencionadas, Chambers incluyó en su álbum parisino una serie de levantamientos exteriores que constituyen una valiosa documentación sobre el estado del hotel en ese momento, y que se suman a las numerosas fotografías tomadas durante el derribo del edificio.
En 1784, el Hôtel de Voyer d'Argenson fue separado del jardín del Palais-Royal por la apertura de la rue de Valois . Indemne durante la Revolución, se elevó un piso en el siglo XIX.

## Fotografías de Eugène Atget

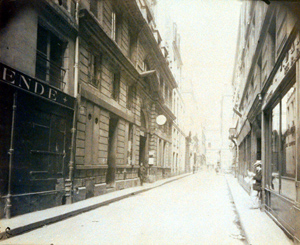
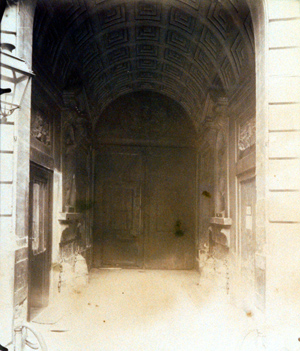
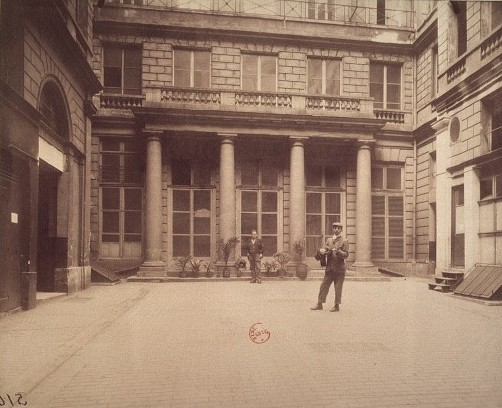